# Joanna Kasprzak-Perka
Joanna Kasprzak-Perka (ur. 20 marca 1969 w Międzyrzeczu) – polska urzędniczka państwowa i przedsiębiorca, w latach 2003–2006 wicewojewoda lubuski, w 2004 p.o. wojewody lubuskiego.

## Życiorys
Została absolwentką Technikum Melioracji Wodnych w Międzyrzeczu, następnie ukończyła politologię na Wydziale Dziennikarstwa i Nauk Politycznych Uniwersytetu Warszawskiego. W 1995 wygrała konkurs na przeprowadzenie projektu dla obszarów wiejskich organizowany przez Fundację na Rzecz Rozwoju Polskiego Rolnictwa w Warszawie. Od 1997 prowadziła przedsiębiorstwo Agencja Promocji i Rozwoju, została też założycielką Gorzowskiego Stowarzyszenia Agroturystycznego.
Została członkiem Sojuszu Lewicy Demokratycznej, zasiadła w radzie krajowej partii. W 2001 z jego ramienia bezskutecznie kandydowała do Sejmu. 14 kwietnia 2003 objęła stanowisko wicewojewody lubuskiego, od 7 do 26 lipca 2004 pełniła obowiązki wojewody po odwołaniu Andrzeja Korskiego. Zakończyła sprawowanie funkcji w styczniu 2006. W 2005 kandydowała do Senatu w okręgu nr 8 (zdobyła 29 020 głosów, zajmując 9 miejsce wśród kandydatów). W 2009 została prezesem Centrum Sportowo-Rekreacyjnego „Słowianka” w Gorzowie Wielkopolskim, zasiadła też w radzie programowej TVP Gorzów Wielkopolski. W 2010 i 2014 kandydowała do rady powiatu międzyrzeckiego.
Mężatka, ma córkę.